# Iqtisaduna
Nuestra Economía (en árabe: اقتصادنا "Iqtisaduna") es uno de los principales libros sobre economía islámica, escrito por el destacado clérigo chiita Muhammad Baqir al-Sadr. Al-Sadr nació en Kadhimiya, Bagdad en 1935, y murió asesinado en 1980 por el régimen de Saddam Hussein.  El libro fue escrito entre 1960 y 1961, y fue publicado póstumamente en 1982, siendo la principal obra de al-Sadr sobre economía y una de sus obras más célebres, la cual aun constituye en gran parte como la base de la banca islámica moderna. Su primera traducción al inglés fue realizada en 1982 por el gobierno de Irán, y posteriormente el libro fue traducido al alemán en 1984, por un joven orientalista alemán.

## Contenido
Iqtisaduna tiene que ser vista como el primer libro integralmente analítico en economía escrito desde un punto de vista islámico. Al-Sadr hace uso de hukm (juicios) legales para proporcionar una filosofía económica. En 1982, el libro fue traducido al inglés por el gobierno de Irán. Iqtisaduna está escrita bajo tres encabezados: Principios y métodos, Distribuciones y los factores de producción, y Distribución y justicia. El libro consta de tres partes: las dos primeras partas muestran que Islam tiene respuestas ante los problemas del mundo moderno al presentar una alternativa islámica tanto para el capitalismo como para el socialismo. La tercera parte, el autor explica la concepción de la economía islámica.
El libro de al-Sadr consiste en las diferencias que hay entre la teoría económica islámica con otras teorías. Esta teoría enfrenta problemas económicos bajo la línea del concepto de justicia. La economía islámica es una doctrina en donde la justicia cumple un rol crítico dentro de ésta. La economía islámica incluía ''cada regla básica de la vida económica enlazada con esta ideología de justicia social''. Esta doctrina basada en creencias, leyes, sentimientos, conceptos y definiciones islámicas, provienen de las fuentes del Islam.
Las primeras partes del Iqtisaduna están dedicadas a la discusión del materialismo histórico con el marxismo, el  socialismo, el comunismo, y el capitalismo. Al-Sadr rechazaba el socialismo sobre la base de que el islam distingue entre el individuo y el gobernante de un estado islámico, de una manera que se requiere una distinción entre propiedad pública y privada. Sin embargo, también rechaza la noción del capitalismo de que la propiedad privada está justificada por derecho propio, argumentando que tanto la propiedad pública como privada fueron creado por Dios, y que los derechos y obligaciones de los individuos y gobernantes privados son, por lo tanto, dictados por el islam. También rechaza la conclusión que indica que la economía islámica es una combinación entre capitalismo y socialismo, argumentando que ambos modelos surgen como la conclusión natural de ciertas ideologías, mientras que la economía islámica surge como la conclusión natural de la ideología islámica, y por lo tanto, se justifica por completo, siendo independiente de otros sistemas económicos.

## Recepción
El abogado Chibli Mallat escribió su comentario sobre Iqtisaduna en FiveBooks, posicionándolo como uno de los mejores cinco libros sobre economía. Él dijo: "...Al-Sadr reformuló todo el campo de la ley islámica, alejándola de la monstruosa idea de esta, mantenida por ignorantes orientales y occidentales por igual. Iqtisaduna es la mayor ilustración del aggiornamento de Sadr –actualización– de la ley islámica clásica..."
Ermin Sinanović, Director de Investigación de Programas Académicos en el Instituto Internacional de Pensamiento Islámico (IIIT), dijo: es interesante destacar que el Iqtisaduna de Al-Sadr era más dominante tanto en los círculos académicos, como en la formulación de políticas árabe de entonces.